# Onthophagus misellus
Onthophagus misellus là một loài bọ cánh cứng trong họ Bọ hung (Scarabaeidae).